# Dan Bucșa
Dan Mihai Bucșă (Dés, 1988. június 23. –) román labdarúgó, jelenleg a Győri ETO FC játékosa.

## Sikerei, díjai
FC Universitatea Cluj:
- Román labdarúgó-bajnokság (másodosztály) bajnok: 2009-10
- Román labdarúgókupa döntős: 2014-15